# Vi på Väddö
Vi på Väddö är en svensk dramafilm från 1958 i regi av Arthur Spjuth. I huvudrollerna ses Ann-Marie Gyllenspetz, Karl-Arne Holmsten och Bengt Brunskog.

## Handling
Ylva har just avlagt sin juristexamen och hyr en stuga på Väddö för en tids avkoppling. Det blir en negativ överraskning för hennes fästman Bengt som har planerat en resa till kontinenten. Men Ylva flyttar in i den hyrda stugan och hamnar snart i en strid om ett testamente. Striden gäller hennes granne Frans, som kanske måste lämna sin gård. Ylva kommer Frans allt närmare men en dag kommer Bengt på besök till ön.

## Om filmen
Filmen spelades in sommaren 1958 i Bylehamn och Grisslehamn på Väddö, Häverödals tingshus, i Norrtälje, Östhammar och vid AB Sandrew-Ateljéerna i Stockholm. Filmen hade premiär den 13 oktober 1958 på biograf China i Linköping och på biograferna Royal i Gävle och Norrtälje. Stockholmspremiären var på biograf Astoria den 25 oktober samma år. Filmen har visats vid flera tillfällen på TV3 och SVT, bland annat i september 2018.

## Rollista i urval
- Ann-Marie Gyllenspetz – Ylva Markner, jur.kand.
- Karl-Arne Holmsten – Bengt Wollinder, kulturredaktör
- Bengt Brunskog – Frans Sundberg
- John Elfström – Eliard Johansson
- Rut Holm – Agda Mattsson
- Nils Hallberg – advokat Connie Nelson, Olivias fästman
- Ittla Frodi – Olivia "Liva" Nilsson
- Ingemar Pallin – José Strömberg, charkuterist
- Erik Strandmark – Ströms-Janne / berättaren
- Keve Hjelm – Daniel Sundberg, Frans bror
- Inga Landgré – Berit Sundberg, Daniels fru, Agdas systerdotter
- Axel Högel – Östen Larsson
- Einar Axelsson – häradshövding Blom, domare

## DVD
Filmen gavs ut på DVD år 2010.